# The End of All Things to Come
The End of All Things to Come è il secondo album in studio del gruppo musicale statunitense Mudvayne, pubblicato il 19 novembre 2002 dalla Epic Records.

## Tracce
1. Silenced – 3:01
2. Trapped in the Wake of a Dream – 4:41
3. Not Falling – 4:04
4. (Per)version of a Truth – 4:41
5. Mercy, Severity – 4:55
6. World So Cold – 5:40
7. The Patient Mental – 4:38
8. Skrying – 5:39
9. Solve et Coagula – 2:49
10. Shadow of a Man – 3:55
11. 12:97:24:99 – 0:11
12. The End of All Things to Come – 3:01
13. A Key to Nothing – 5:07

## Formazione
- Chad Gray – voce
- Greg Tribbett – chitarra
- Ryan Martinie – basso
- Matt McDonough – batteria